# Aetana
Genre
Aetana est un genre d'araignées aranéomorphes de la famille des Pholcidae.

## Distribution
Les espèces de ce genre se rencontrent en Asie du Sud-Est et en Océanie.

## Liste des espèces
Selon World Spider Catalog (version 20.0, 23/01/2019) :
- Aetana abadae Huber, 2015
- Aetana baganihan Huber, 2015
- Aetana banahaw Huber, 2015
- Aetana fiji Huber, 2005
- Aetana gaya Huber, 2015
- Aetana indah Huber, 2015
- Aetana kinabalu Huber, 2005
- Aetana kiukoki Huber, 2015
- Aetana lambir Huber, 2015
- Aetana libjo Huber, 2015
- Aetana loboc Huber, 2015
- Aetana lozadae Huber, 2015
- Aetana manansalai Huber, 2015
- Aetana mokwam Huber, 2019
- Aetana ocampoi Huber, 2015
- Aetana omayan Huber, 2005
- Aetana ondawamei Huber, 2019
- Aetana paragua Huber, 2015
- Aetana pasambai Huber, 2015
- Aetana poring Huber, 2015
- Aetana ternate Huber, 2019

## Publication originale
- Huber, 2005 : Revision of the genus Spermophora Hentz in Southeast Asia and on the Pacific Islands, with descriptions of three new genera (Araneae: Pholcidae). Zoologische Mededelingen (Leiden), vol. 79, no 2, p. 61-114 (texte intégral).